# Barend Hendrik Koomans
Barend Hendrik Koomans (Sneek, 4 juli 1911 – 12 juli 1974) was een Nederlands politicus van de ARP.
Hij werd geboren als zoon van Melis Koomans (dominee, 1873-1924) en Neeltje Kuiters (1873-1951). In maart 1927 werd hij op 15-jarige leeftijd uit zeven sollicitanten gekozen om volontair te worden bij de gemeentesecretarie van Hoogeveen. Hij bracht het daar, na een onderbreking, tot commies. In december 1946 werd Koomans benoemd tot burgemeester van Uithuizermeeden en in februari 1957 volgde zijn benoeming tot burgemeester van Rijnsburg. Tijdens dat burgemeesterschap overleed hij in de zomer van 1974 op 63-jarige leeftijd.